# Afro-Latino Festival
Het Afro-Latino Festival, dikwijls kortweg Afro-Latino genoemd, is een jaarlijks festival dat plaatsvond op een festivalweide in Opitter, een deelgemeente van Bree. Het festival vindt plaats in de zomer, in de beginjaren in het laatste weekend van juni, en duurt drie dagen, met aanvang vrijdags in de vooravond en einde op zondagavond. De beginjaren lag de klemtoon op de openingsavond op dance met een dj-set van Buscemi, maar door de evolutie in de programmatorische invulling van de vrijdagavond kan de vrijdag tegenwoordig als een volwaardige festivaldag meegerekend worden.
Vanaf 2015 verhuist het festival naar terrein Berkenbroek, ook in Bree en verschuift de datum naar het tweede weekend van juli.
Sinds 2022 vindt het festival plaats op het Thorpark van Genk, waar het één van de mooiste festivalsites van België inneemt.
Afro-Latino kenmerkt zich door een gevarieerd aanbod artiesten, meestal uit het buitenland, met muzikale roots uit Afrika, Latijns-Amerika, de Caraïben en Zuid-Europa. Muzikaal gezien kunnen de meeste artiesten in het genre wereldmuziek ondergebracht worden. Daardoor staan vaak ook artiesten op het podium die niet uit het regulier muziekcircuit afkomstig zijn. Naast optredens zijn er ook initiaties in salsa, bachata, Afrikaanse dans en reggae.
Net zoals onder de artiesten, is ook onder de bezoekers een groot aantal verschillende nationaliteiten te vinden.
In 2010 won het Afro-Latino Festival de allereerste OVAM Groenevent Award. Op basis van een objectieve ecologische voetafdrukmeting bleek Afro-Latino het milieuvriendelijkste festival van Vlaanderen te zijn.
Bezoekers aan Afro-Latino verklaren meestal dat zij naar het festival gaan voor de sfeer. Daarbij helpt ook een aankleding van het festivalterrein met palmbomen en hangmatten, een Marokkaanse theetent en een aanbod van uitheemse gerechten en Cubaanse sigaren. Ook vindt er een wereldmarkt plaats op het terrein. Het festival staat ook als bijzonder kindvriendelijk bekend, onder meer door een kinderdorp. De organisatoren wensen het bezoekersaantal tot de huidige capaciteit beperkt te houden om een bepaalde gemoedelijkheid te kunnen behouden.
Onder anderen Sean Paul, UB40, Calle 13, Daddy Yankee, Jason Derulo,  Jimmy Cliff, Juan Luis Guerra, Juanes, Prince Royce, Zap Mama, Amadou & Mariam, Joss Stone, Busy Signal, Ojos de Brujo, Alpha Blondy, Ky-Mani Marley, Lumidee, Kat DeLuna, Morgan Heritage, Oumou Sangaré, Fatoumata Diawara, Gente de Zona, Lura en Oscar d'Leon stonden al op het podium. Shaggy en de Gipsy Kings hebben al twee keer op de affiche gestaan, Juan Luis Guerra en Sean Paul drie keer.